# Łysienie dziedziczne
Łysienie dziedziczne – choroba o podłożu genetycznym. Łysienie dziedziczne dotyczy zarówno kobiet jak i mężczyzn. Stan chorobowy ujawnia się wraz z wiekiem. Za jego bezpośrednią przyczynę uznaje się reakcję chemiczną dihydrotestosteronu (DHT) z genetycznie podatnymi mieszkami włosowymi. Choroba dotyka głównie mężczyzn między dwudziestym a pięćdziesiątym rokiem życia.

## Przyczyny
Przyczyną występowania dolegliwości łysienia dziedzicznego jest dihydrotestosteron (DHT). Wchodzi on w reakcję chemiczną z podatnymi na jego działanie, mieszkami włosowymi. Podatność mieszków ma charakter genetyczny. Z tego względu w celu oszacowania możliwości wystąpienia choroby, zalecane jest określenie historii łysienia w rodzinie potencjalnego pacjenta. Niekiedy za przyczynę łysienia dziedzicznego uznawano także podeszły wiek pacjenta. Miało to związek z faktem, że zmiana hormonów w organizmie następowała z reguły w podeszłym wieku. Niemniej jednak w wybranych przypadkach ten rodzaj łysienia może pojawić się na nawet u pacjentów po dwudziestym roku życia. W przypadku mężczyzn hormon testosteron wchodzi w reakcję z enzymem (znanym, jako 5 – alfa reduktaza). W następnej kolejności jest on konwertowany do dihydrotestosteronu (DHT), który wpływa zmniejszenia mieszków włosowych, powodując w ten sposób proces utraty włosów.

## Przebieg
Za początek choroby uznaje się zmniejszenie grubości włosów oraz ich nadmierne wypadanie. W przypadku mężczyzn proces ten – w początkowej fazie – obejmuje okolice skroni i okolicę ciemieniową. W fazie zaawansowanej skóra głowy pokryta jest włosami już tylko na obrzeżach, z boków i tyłu głowy. Choroba dotyka około 50% mężczyzn do momentu osiągnięcia przez nich wieku 50 lat. W przypadku kobiet stan chorobowy jest zarówno rozleglejszy, jak i jednocześnie mniej widoczny. Pierwsze dolegliwości dotykają okolicy środka głowy, natomiast linia włosów nad czołem i skrońmi zwykle nie ulega zmianom. Z reguły nie dochodzi do całkowitego wyłysienia, co ma bezpośredni związek z mniejszą zawartością testosteronu obecnego w organizmie kobiety. Dolegliwość dotyka około 40% kobiet przed osiągnięciem wieku 50 lat. Łysienie dziedziczne może rozpocząć się we wczesnym wieku. Jest ono najczęstszym typem utraty włosów. 

## Leczenie
Do metod wyeliminowania utraty włosów zalicza się:
- Zabiegi chirurgiczne,
- Przenoszenie płatów skóry,
- Transplantację włosów.

Pacjenci dotknięci problemem łysienia dziedzicznego powinni wzbogacić swoją dietę w witaminy A, D i E. Ta terapia nie stanowi rozwiązania problemu, jest jednak zalecana ze względu na efekt wzmocnienia włosów. Komfort życia mogą poprawić peruki. Peruki z włosów naturalnych lub włosów syntetycznych mogą prezentować się naturalnie i być trudne do odróżnienia od naturalnych pasm.